# 로스시 공작

로스시 공작의 문장

로스시 공작(Duke of Rothesay)은 스코틀랜드의 공작 작위 중 하나이다. 스코틀랜드 왕위(현 연합왕국 왕위)의 상속인에게 주어지며, 스코틀랜드 최고위의 공작 작위이다.
2022년 현재의 로스시 공작은 웨일스 공 윌리엄이다.
초대 로스시 공작 작위는 1398년, 로버트 3세의 장남 데이비드에게 수여되었다. 그 이후 국왕의 장남에게 주어졌으며, 이것이 바뀌어 왕위계승자에게 수여되게 되었다(초대 공작 데이비드는 왕위에 앉기 전에 정쟁에 휘말려 의문사하였다고 한다). 잉글랜드와 나라를 합친 후에도 작위는 계속 이어져, 잉글랜드의 콘월 공작과 동격으로 일컬어진다.

## 현재 보유자
현재의 웨일스 공이 로스시 공작의 칭호를 지니며 스코틀랜드에서 사용한다. 로스시 공작으로서 가진 윌리엄의 호칭은 HRH(His Royal Highness) The Prince William, Duke of Rothesay이다.

## 같이 보기
- 웨일스 공
- 콘월 공작
- 스코틀랜드의 최고궁내관